# Agustín Cavalieri
Agustin Cavalieri (Rosario, 18 settembre 1982) è un ex rugbista a 15 argentino rappresentante l'Italia.

## Biografia
Cresciuto nel Jockey Club di Rosario, nel 2000 fece parte della selezione giovanile argentina che prese parte al campionato del mondo Under 19 in Francia.
Nel 2003 arrivò in Francia all'Arras in Fédérale 1 (terza divisione nazionale) e, al termine dell'ingaggio biennale, giunse in Italia a L’Aquila per la stagione di Super 10 2005-06.
L'anno successivo passò al Petrarca e, nel 2008, divenuto idoneo a rappresentare la federazione italiana, fu convocato dall'allora CT Nick Mallett per la Nazionale maggiore; nonostante la convocazione, tuttavia, non fu mai schierato in alcun test match; ha rappresentato altresì l'Italia a livello di selezione A in varie edizioni di Nations Cup.
Durante la stagione 2010-11 sempre con la maglia del Petrarca vinse il suo primo scudetto in carriera, e dopo una stagione con I Cavalieri di Prato fu a Calvisano, con cui in sei stagioni vinse quattro scudetti e un Trofeo Eccellenza.

## Palmarès
- Campionati italiani: 5
Petrarca: 2010-11
Calvisano: 2013-14, 2014-15, 2016-17, 2018-19
- Trofei Eccellenza : 1
Calvisano: 2014-15